# Île Clémentine
L'île Clémentine est une île sur la Loire, en France, située près de la rive droite du fleuve, sur le territoire de la commune de Sainte-Luce-sur-Loire.

## Description
Elle mesure 670 m de long et 150 m de large, pour une superficie de 4,4 ha, ce qui en fait la plus petite île de Loire de l'agglomération nantaise. L'île se trouve à 40 m de la rive nord et à 350 m de la rive sud.

## Histoire
L'île Clémentine est mentionnée pour la première fois dans le cadastre napoléonien de 1833. Elle porte déjà le nom qu'on lui connait aujourd'hui, et dont l'origine semble obscure. D’après la légende locale, le toponyme aurait été attribué par une jeune femme prénommée Clémentine qui y aurait accouché clandestinement.
Avant 1850, elle était quatre fois plus petite qu'elle ne l'est actuellement. Elle sera agrandie artificiellement afin de rétrécir la Loire pour faciliter sa navigation. Des saules seront alors plantés pour stabiliser les masses sableuses. Puis, au fur et à mesure, les arbres ont freiné l'écoulement des eaux, entraînant la formation de dépôts de sable à leurs pieds. L'île continuera à grandir jusqu'au années 1950, avant de connaitre un phénomène d'érosion dû à l'abaissement du niveau du fleuve en raison des prélèvements importants de sable et des grands travaux dans l’estuaire. Des travaux menés dès 1997 par le Conservatoire Régional des Rives de la Loire consistant en la plantation de nouveaux saules, ont permis depuis de stabiliser les berges.
Le 22 février 1973, la parcelle nord de l'île située au plus près de la rive est acheté par la ville de Sainte-Luce-sur-Loire à la famille Leblanc, après que cette dernière l'a loué à la commune durant deux ans. Le 24 janvier 1986, la commune acquiert le reste de l'île qui appartenait alors à l’État.
Dédiée à des activités de loisirs et de promenade à la suite de l'aménagement de jeux pour enfants, d'aires de pique-nique, et un parcours sportif, l'île est reliée à la rive par une passerelle construite en 1984.

## Dans la littérature
Liste non-exhaustive des apparitions de l’île dans la littérature :
- Anne-Sara, L'Ange de l'île Clémentine, 2014 (ISBN 978-2-917012-04-8).